# Multiplication
"Multiplication" is een nummer van de Amerikaanse zanger Bobby Darin. Hij bracht het nummer in de film Come September uit 1961.

## Tracklijst en formaten
Amerikaanse 7-inch single
- A. "Multiplication" – 2:18
- B. "Irresistible You" – 2:30